# Fuse One
Fuse One was een groep van jazzmuzikanten die twee albums maakte voor CTI Records, en één album voor GNP Crescendo Records.
De platen Fuse One en Silk werden geproduceerd door Creed Taylor. Het eerste album was gearrangeerd door Jeremy Wall van Spyro Gyra, de tweede door Leon 'Ndugu' Chancler van Weather Report. De derde plaat werd gearrangeerd door David Matthews.
De bezetting stond niet vast, maar musici die in de groep speelden waren onder andere Tony Williams, Joe Farrell, John McLaughlin, Stanley Turrentine, Wynton Marsalis, Larry Coryell, Lenny White, Paulinho Da Costa, Ronnie Foster, Stanley Clarke, George Benson, Todd Cochran, Leon 'Ndugu' Chancler, Tom Browne, Dave Valentin, Jorge Dalto en Eric Gale.
De hoestekst van de eerste plaat omschrijft de groep als volgt: "Fuse One is conceived as a forum in which major contemporary musicians perform according to their own musical disciplines and without the constraints that accompany leader responsibilities. Each player brings in new compositions and ideas."

## Discografie

### Studio-albums
| Release | Titel    | Opgenomen | Label                    | Formats | Noot |
| ------- | -------- | --------- | ------------------------ | ------- | ---- |
| 1980    | Fuse One | 1980      | CTI Records              | Lp, cd  | -    |
| 1981    | Silk     | 1981      | CTI Records              | Lp, cd  | -    |
| 1984    | Ice      | 1984      | GNP Crescendo Record Co. | Lp, cd  | -    |

### Compilatie
| Release | Titel                             | Opgenomen | Label                 | Formats | Noot                                              |
| ------- | --------------------------------- | --------- | --------------------- | ------- | ------------------------------------------------- |
| 1989    | Fuse One: The Complete Recordings | 1980-1981 | Music Masters Records | Cd      | Bevat de eerste twee albums "Fuse One" and "Silk" |